# Gibasis consobrina
Gibasis consobrina är en himmelsblomsväxtart som beskrevs av David Richard Hunt. Gibasis consobrina ingår i släktet Gibasis och familjen himmelsblomsväxter. Inga underarter finns listade.